# Charczo

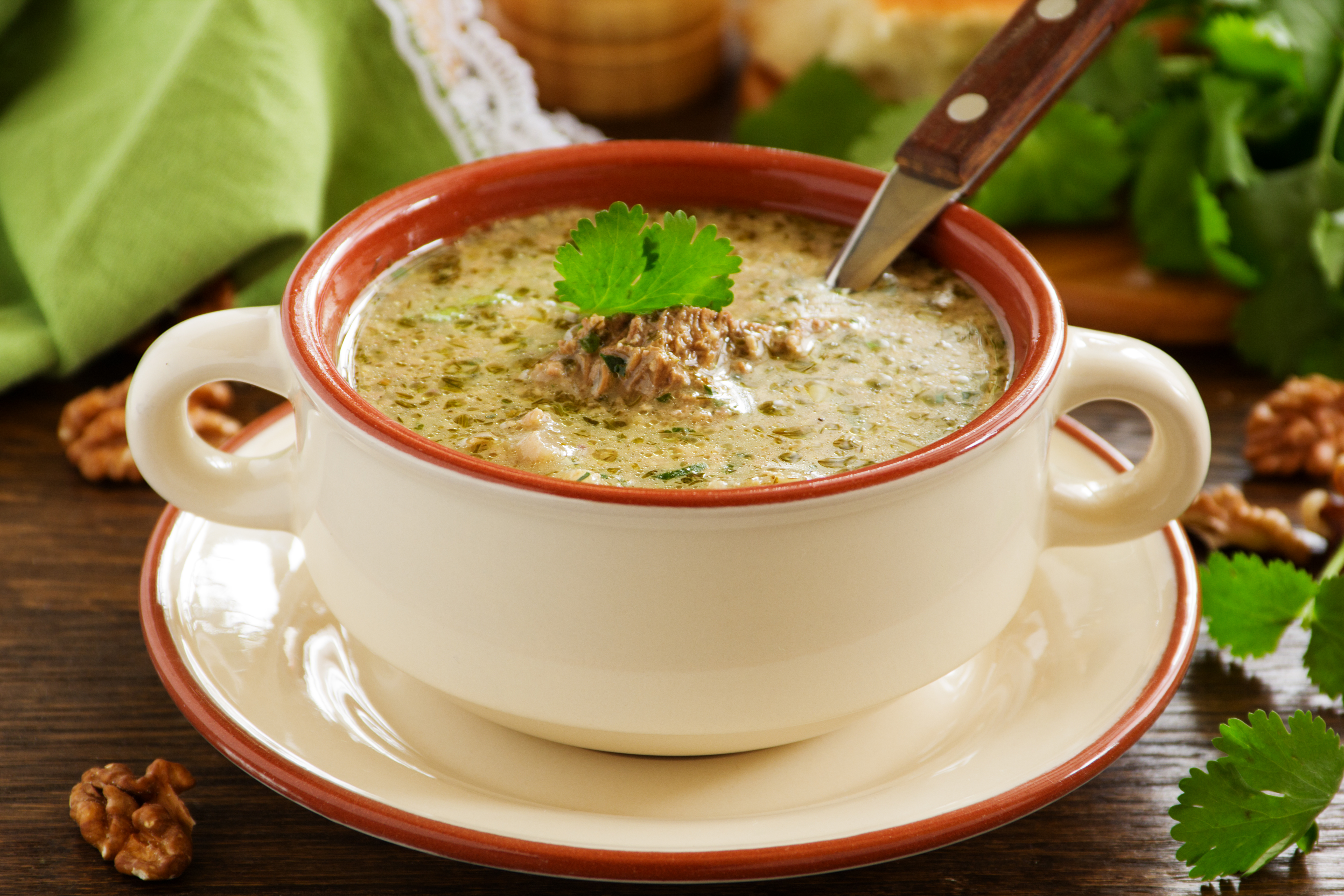
Charczo

Charczo (gruz. ხარჩო) – zupa o konsystencji gulaszu i ostrym wyrazistym smaku, przygotowywana z wołowiny lub jesiotra z dodatkiem migdałów, orzechów włoskich lub laskowych. Tradycyjne danie kuchni kaukaskiej (gruzińskiej). Wywodzi się z regionu Megrelii (Samegrelo). Orzechy w postaci drobno siekanej lub mielonej są dodatkiem charakterystycznym dla tamtejszej kuchni. Zawiera szafran, bazylię, majeranek, ostrą paprykę, kolendrę oraz koper. Często wzbogacana jest również o suszoną pietruszkę, kozieradkę, cząber, liść laurowy, krokosz (lub kurkumę), miętę oraz hyzop. Charczo przyprawiane jest też chmeli-suneli. Zupa jest sycąca i bardzo aromatyczna.